# William Walwyn
William Walwyn (ur. 1600, zm. 1681) – angielski lekarz, pamflecista i jeden z przywódców lewellerów.
Był kupcem, który handlował jedwabiem. W czasie rewolucji angielskiej zaktywizował się politycznie po stronie parlamentu a przeciwko królowi. Był zwolennikiem równości i tolerancji religijnej, i związał się z ruchem lewellerów. W 1645 opublikował głośną broszurę "England's Lamentable Slaverie", w której skrytykował mit Wielkiej Karty Swobód. W 1647 został jednym przywódców lewellerów. Dwa lata później wraz z innymi działaczami ruchu, w tym Johnem Lilburnem, znalazł się w więzieniu. Stamtąd pisał broszury i pamflety atakując swoich przeciwników i broniąc samego siebie. Przykładem była broszura "Walwyn's Just Defence". Był uważany za dowcipnego pisarza, który umiejętnie stosował satyrę. Został zwolniony po roku 1650. Po wyjściu z więzienia zajął się naukami medycznymi i aptekarstwem.